# Unione Sportiva Triestina 1957-1958
Questa voce raccoglie le informazioni riguardanti la Unione Sportiva Triestina nelle competizioni ufficiali della stagione 1957-1958.

## Stagione
La Triestina vinse il campionato di Serie B 1957-1958, tornando in A dopo un anno in seconda serie.

## Divise
| Prima divisa |

## Rosa
| N. |                   | Ruolo | Calciatore        |
| -- | ----------------- | ----- | ----------------- |
|    | Italia (bandiera) | P     | Giampiero Bandini |
|    | Italia (bandiera) | D     | Adelchi Brach     |
|    | Italia (bandiera) | D     | Carlo Belloni     |
|    | Italia (bandiera) | D     | Ernesto Castano   |
|    | Italia (bandiera) | D     | Mario Claut       |
|    | Italia (bandiera) | D     | Silvano Merkuza   |
|    | Italia (bandiera) | D     | Francesco Petagna |
|    | Italia (bandiera) | D     | Lionello Tulissi  |
|    | Italia (bandiera) | D     | Fulvio Varglien   |
|    | Italia (bandiera) | C     | Giulio Costelli   |

| N. |                     | Ruolo | Calciatore        |
| -- | ------------------- | ----- | ----------------- |
|    | Italia (bandiera)   | C     | Italo Del Negro   |
|    | Italia (bandiera)   | C     | Italo Mazzero     |
|    | Italia (bandiera)   | C     | Rinaldo Olivieri  |
|    | Italia (bandiera)   | C     | Mario Renosto     |
|    | Italia (bandiera)   | C     | Claudio Rimbaldo  |
|    | Italia (bandiera)   | A     | Stelvio Attili    |
|    | Italia (bandiera)   | A     | Aurelio Milani    |
|    | Italia (bandiera)   | A     | Gianfranco Petris |
|    | Ungheria (bandiera) | A     | László Szőke      |

## Risultati

### Serie B

#### Girone di andata
| 15 settembre 1957 1ª giornata | Palermo | 3 – 2 | Triestina |  |

| 22 settembre 1957 2ª giornata | Catania | 0 – 0 | Triestina |  |

| 29 settembre 1957 3ª giornata | Sambenedettese | 1 – 5 | Triestina |  |

| 6 ottobre 1957 4ª giornata | Triestina | 6 – 1 | Prato |  |

| 13 ottobre 1957 5ª giornata | Triestina | 1 – 0 | Marzotto Valdagno |  |

| 20 ottobre 1957 6ª giornata | Zenit Modena | 3 – 1 | Triestina |  |

| 27 ottobre 1957 7ª giornata | Triestina | 2 – 0 | Lecco |  |

| 3 novembre 1957 8ª giornata | Simmenthal-Monza | 0 – 1 | Triestina |  |

| 10 novembre 1957 9ª giornata | Triestina | 0 – 0 | Messina |  |

| 17 novembre 1957 10ª giornata | Brescia | 2 – 0 | Triestina |  |

| 24 novembre 1957 11ª giornata | Triestina | 3 – 0 | Taranto |  |

| 8 dicembre 1957 12ª giornata | Triestina | 0 – 0 | Bari |  |

| 15 dicembre 1957 13ª giornata | Venezia | 2 – 2 | Triestina |  |

| 29 dicembre 1957 14ª giornata | Triestina | 0 – 0 | Novara |  |

| 5 gennaio 1958 15ª giornata | Triestina | 3 – 0 | Como |  |

| 12 gennaio 1958 16ª giornata | Cagliari | 1 – 3 | Triestina |  |

| 19 gennaio 1958 17ª giornata | Triestina | 4 – 1 | Parma |  |

#### Girone di ritorno
| 26 gennaio 1958 18ª giornata | Triestina | 5 – 0 | Palermo |  |

| 2 febbraio 1958 19ª giornata | Triestina | 4 – 1 | Catania |  |

| 9 febbraio 1958 20ª giornata | Triestina | 2 – 0 | Sambenedettese |  |

| 16 febbraio 1958 21ª giornata | Prato | 3 – 0 | Triestina |  |

| 23 febbraio 1958 22ª giornata | Marzotto Valdagno | 2 – 0 | Triestina |  |

| 2 marzo 1958 23ª giornata | Triestina | 2 – 0 | Zenit Modena |  |

| 9 marzo 1958 24ª giornata | Lecco | 1 – 1 | Triestina |  |

| 16 marzo 1958 25ª giornata | Triestina | 4 – 1 | Simmenthal-Monza |  |

| 30 marzo 1958 26ª giornata | Messina | 0 – 2 | Triestina |  |

| 6 aprile 1958 27ª giornata | Triestina | 0 – 0 | Brescia |  |

| 13 aprile 1958 28ª giornata | Taranto | 0 – 1 | Triestina |  |

| 20 aprile 1958 29ª giornata | Bari | 1 – 2 | Triestina |  |

| 27 aprile 1958 30ª giornata | Triestina | 3 – 1 | Venezia |  |

| 4 maggio 1958 31ª giornata | Novara | 0 – 1 | Triestina |  |

| 11 maggio 1958 32ª giornata | Como | 2 – 0 | Triestina |  |

| 18 maggio 1958 33ª giornata | Triestina | 3 – 1 | Cagliari |  |

| 25 maggio 1958 34ª giornata | Parma | 2 – 1 | Triestina |  |

## Statistiche

### Statistiche di squadra
| Competizione | Punti | In casa | In casa | In casa | In casa | In casa | In casa | In trasferta | In trasferta | In trasferta | In trasferta | In trasferta | In trasferta | Totale | Totale | Totale | Totale | Totale | Totale | DR  |
| Competizione | Punti | G       | V       | N       | P       | Gf      | Gs      | G            | V            | N            | P            | Gf           | Gs           | G      | V      | N      | P      | Gf     | Gs     | DR  |
| ------------ | ----- | ------- | ------- | ------- | ------- | ------- | ------- | ------------ | ------------ | ------------ | ------------ | ------------ | ------------ | ------ | ------ | ------ | ------ | ------ | ------ | --- |
| Serie B      | 47    | 17      | 13      | 4       | 0       | 42      | 6       | 17           | 7            | 3            | 7            | 22           | 23           | 34     | 20     | 7      | 7      | 64     | 29     | +35 |
| Coppa Italia | 7     | 3       | 1       | 1       | 1       | 7       | 5       | 3            | 2            | 0            | 1            | 3            | 3            | 6      | 3      | 1      | 2      | 10     | 8      | +2  |
| Totale       |       | 20      | 14      | 5       | 1       | 49      | 11      | 20           | 9            | 3            | 8            | 25           | 26           | 40     | 23     | 8      | 9      | 74     | 37     | +37 |

### Statistiche dei giocatori
| Giocatore    | Serie B  | Serie B | Coppa Italia | Coppa Italia | Totale   | Totale |
| Giocatore    | Presenze | Reti    | Presenze     | Reti         | Presenze | Reti   |
| ------------ | -------- | ------- | ------------ | ------------ | -------- | ------ |
| S. Attili    | 10       | 3       | 5            | 1            | 15       | 4      |
| G. Bandini   | 34       | -29 (2) | -            | -            | 34       | -29    |
| C. Belloni   | 21       | 0       | 2            | 0            | 23       | 0      |
| A. Brach     | 11       | 0       | 2            | 0            | 13       | 0      |
| E. Castano   | 31       | 0       | 1            | 0            | 32       | 0      |
| Ceppa        | -        | -       | 1            | 0            | 1        | 0      |
| M. Claut     | 2        | 0       | -            | -            | 2        | 0      |
| C. Clemente  | -        | -       | 3            | 2            | 3        | 2      |
| G. Costelli  | 2        | 0       | 6            | 0            | 8        | 0      |
| M. De Grassi | -        | -       | 5            | 0            | 5        | 0      |
| I. Del Negro | 1        | 0       | 3            | 1            | 4        | 1      |
| Evangelisti  | -        | -       | 2            | 0            | 2        | 0      |
| I. Mazzero   | 28       | 8       | -            | -            | 28       | 8      |
| S. Merkuza   | 2        | 0       | 3            | 0            | 5        | 0      |
| A. Milani    | 30       | 17      | 3            | 2            | 33       | 19     |
| R. Olivieri  | 25       | 8       | 3            | 2            | 28       | 10     |
| F. Petagna   | 18       | 0       | 4            | 0            | 22       | 0      |
| G. Petris    | 32       | 18      | -            | -            | 32       | 18     |
| G. Puia      | -        | -       | 5            | 1            | 5        | 1      |
| M. Renosto   | 14       | 1       | 3            | 0            | 17       | 1      |
| C. Rimbaldo  | 31       | 2       | 3            | 0            | 34       | 2      |
| R. Rumich    | -        | -       | 6            | -8           | 6        | -8     |
| L. Szoke     | 32       | 3       | -            | -            | 32       | 3      |
| Trinca       | -        | -       | 5            | 1            | 5        | 1      |
| D. Tulissi   | -        | -       | 1            | 0            | 1        | 0      |
| L. Tulissi   | 19       | 1       | 3            | 0            | 22       | 1      |
| F. Varglien  | 31       | 0       | -            | -            | 31       | 0      |
| Vascotto     | -        | -       | 1            | 0            | 1        | 0      |

Nota: il portiere Bandini segnò due reti su rigore. 